# Ferdinand Grandits
Ferdinand Grandits (* 18. Februar 1932 in Stinatz; † 13. November 2020) war ein österreichischer Politiker (SPÖ). Er war von 1977 bis 1991 Abgeordneter zum Burgenländischen Landtag und ab 1982 3. Landtagspräsident.

## Leben
Grandits wurde als Sohn des Bauarbeiters Valentin Grandits aus Stinatz geboren und wuchs mit burgenlandkroatischer Muttersprache auf. Er besuchte die Volksschule in Stinatz und war in der Folge als Bauarbeiter beschäftigt. 1958 wechselte er als Partieführer zum Bezirksbauamt Oberwart. Er wurde in Stinatz bestattet.

## Politik
Grandits begann seine politische Karriere 1955 mit dem Beitritt zur SPÖ und übernahm 1960 die Funktion des Lokalobmanns der SPÖ-Stinatz. 1967 wurde er zum Gemeinderat gewählt, wobei er noch im selben Jahr die Funktion des Vizebürgermeisters übernahm. Zwischen 1970 und 1987 wirkte er als Bürgermeister von Stinatz. Innerparteilich hatte Grandits zudem von 1979 bis 1992 das Amt des SPÖ-Bezirksobmann inne. Er vertrat die SPÖ zwischen dem 27. Oktober 1977 und dem 18. Juli 1991 im Landtag und war vom 29. Oktober 1987 bis zu seinem Ausscheiden aus dem Landtag dessen 3. Präsident. 1993 wurde Grandits im Nachfolge-Prozess der sogenannte „Causa Sinowatz“ wegen falscher Zeugenaussage verurteilt. 